# Алебион
Алебион (грч. Ἀλεβίων) или Албион је у грчкој митологији био син бога Посејдона, Деркинов брат.

## Митологија
Када је Херакле пролазио кроз Лигурију, на повратку у Микену из Италије, са Герионовим говедима, Алебион и Деркин су покушали да му украду стадо. Дошло је до борбе, међутим, Хераклу је у току борбе понестало стрела, и он је замолио свог оца, Зевса, да му помогне, што је Зевс и учинио. Зевс је бацио камење с неба и Херакле је њиме убио крадљивце. Овај догађај се одиграо на ушћу реке Роне, где се и данас налази поље покривено стенама и камењем.
У Ликофроновим схолијама, за Алебионовог брата се сматра Лигис. На то је указивано и у причама Гаја Јулија Хигина.